# Напади НОВЈ на Окучане јануара 1943.
У другој половини јануара 1943, након шестодневних борби за Воћин, 12. славонска дивизија оријентисала се према Посавини. У склопу напада на комуникацију и концентрацију немачких трупа за операцију Вајс I, 12. славонска бригада напала је 22. јануара Немце, усташе и домобране у утврђеном гарнизону Окучани. И поред знатног залагања, напад је одбијен, па се 12. бригада након осмочасовне борбе вратила на полазне положаје. Напад је поновљен 28. јануара, такође без успеха.
У периоду од 22. до 31. јануара 12. бригада и остале јединице 12. славонске дивизије извршиле су велики број напада на комуникацију Београд-Загреб, извршили обимна разарања и изазвали прекид саобраћаја.
Током целог рата, услед равног терена, јаке утврђености, присуства јаких снага и одличне комуникацијске повезаности, снаге НОВЈ ни једном нису успеле да заузму неки гарнизон на комуникацији Загреб-Београд. На тој комуникацији вршена су међутим непрекидно интензивна диверзантска дејства.
Након напада на Окучане и на комуникацију, 12. дивизија извела је 1. фебруара напад на Пакрац и Липик.

## План напада
20. јануара 1943. отпочела је операцију Вајс I, и Врховни штаб НОВ и ПОЈ издао је општу директиву свим снагама да интензивирају дејства на комуникације и непријатељске гарнизоне у циљу садејства са нападнутим снагама Првог хрватског и Првог босанског корпуса НОВЈ. Дванаеста славонска дивизија, која је формирана 30. децембра 1942, управо је окончала своју прву операцију — напад на Воћин. У складу с овом директивом, ради непосреднијег садејства, пренела је тежиште своје активности у Посавину.
У област Посавине у том периоду, поред снага 714. дивизије, територијалних и полицијских немачких батаљона и снага НДХ, стигла је у то време 187. резервна дивизија. Ова дивизија требало је једним делом да учествује у операцијама у Босни, а другим да појача одбрану комуникације.
За сам напад на Окучане штаб дивизије одредио је 12. славонску бригаду, а друге две бригаде добиле су задатак да уништавају комуникације и одбију покушаје интервенције са свих страна.
Штаб 12. славонске бригаде, у уводном делу борбене заповести, обратио се борцима: „Окучани су чувени по звјерском убијању српског становништва и уништавању њихових села. Због тога непријатеља треба немилосрдно уништавати. Штаб бригаде захтјева да се непријатељ ликвидира и Окучани ослободе још у току ноћи, јер продужавање борбе по дану је неизвјесно због равног терена и главне жељезничке пруге Загреб — Београд”
У Окучанима се према обавештајним подацима налазила посада од: 400 немачких војника, 150 домобрана, усташа и жандарма, ојачана водом тенкова. Непосредно пред напад 12. славонске бригаде, у железничку станицу Окучани ушла је композиција са 8 путничких вагона, у којима се налазило 150 немачких војника. Доласком железничке композиције број њемачких војника повећао се на 550, а укупан број осовинских снага у Окучанима на 700 војника. Бројно стање 12. славонске бригаде у том периоду износило је око 1.200 бораца.
Одбрана посаде у Окучанима састојала се од два појаса: спољњег обезбеђења и чвора одбране који се налазио у центру града и на железничкој станици.

## Ток борбе
Да би стигла на полазни положај за напад, 12. бригада морала је у два дана да маршем пређе 80. километара по врло хладном времену, савлађујући препреке.
Напад је почео 22. јануара у 22 часа. Штаб 12. дивизије настојао је да брзим привлачењем снага из даљине постигне изненађење. Међутим, догодило се супротно. Од својих шпијуна и обавештајаца на терену Немци су добили обавештење о нападу, па су пред сам напад добили појачање, Батаљоне 12. бригаде приликом прилажења спољној линији одбране дочекала је ураганска ватра. Штавише, већ на самом почетку борбе немачке снаге прешле су у противнапад.
Упркос неповољном развоју догађаја на самом почетку, делови 12. бригаде успели су да продру у град. Први батаљон ојачан 1. четом 2. батаљона успео је да се под борбом пробије до саме железничке станице, где је био изложен жестокој ватри и немачким противнападима. немачки војни воз који је крстарио пругом својом ватром веома је отежавао маневар.
Други батаљон водио је жестоку борбу око школе, Соколског дома, Ватрогасног дома и општине... Трећи батаљон се у наступању према електричној централи, млину, баракама и жандармеријској станици нашао у тешкој ситуацији, прикован ватром на брисаном простору, па је јуришем, трпећи губитке, морао да се избори за прилаз. Четврти је, нападајући са југоистока, постигао знатне успехе, заробивши 21 домобрана, 4 официра, 3 немачка војника, 1 усташу, 1 жандарма и 3 полицијска агента.
Након осмочасовне борбе, 12. бригада била је присиљена да прекине напад и повуче се на полазне положаје, да би избегла изложеност надмоћној непријатељској ватри при дневном светлу у равници. Приликом напада претрпела је тегубитке од 28 погинулих и 47 рањених бораца. Непријатељски губици процењени су на „око 120 погинулих и рањених и велику материјалну штету”.:
16. омладинска бригада „Јожа Влаховић” и 17. славонске бригаде извршиле су нападе на Драгалић, Рајић, Рожданик и Пакленицу, као и рушење главне железничке пруге.
25. јануара поновљен је напад на пругу, а 28. јануара 12. славонска бригада још једном је напала на Окучане, уз поновни напад осталих снага на железничку пругу, Драгалић, Рајић, Рожданик и Пакленицу. Напад на Окучане имао је демонстративан карактер, а главни циљ била је ликвидација бункера и обезбеђења на прузи и њено минирање. Овим нападима железничка пруга Загреб-Београд разорена је на шест места, у дужини од 5 km, на оба колосека. Саобраћај је обустављен у првој фази напада 48 сати, а у другој, са краћим интервалима, био је у прекиду седам дана.
У оперативном извештају од 28. јануара 1943. командант Корпуса Хрватска генерал Рудолф Литерс обавестио је о овим нападима опуномоћеног генерала у Хрватској Едмунда Глеза фон Хорстенауа:
Још од 22. јануара траје непрекидна активност на главну железничку пругу Загреб - Београд и северно од пруге. Извршен је напад на Окучане, Нову Градишку и главну железничку пругу. Железничка пруга је разорена, а саобраћај прекинут. Не може се предвидјети колико ће трајати оправка. Народ бежи у правцу севера пред немачком војском. Српска села: Боровац, Голеши и Милисавци разорена су. Ухваћено је 85 сељака који су упућени у логор Јасеновац.
Данас 28. јануара 1943. године око 23 сата 12. славонска бригада извршила је поново јак напад на Окучане и главну железничку пругу, Рајић, Рожданик, Пакленицу и Драгалић.
Ради супротстављања, у Новску, Окучане и Нову Градишку пребачени су додатни делови немачке 187. дивизије. Немци су са неколико организованих противудара тежили да захвате у клешта 12. славонску дивизију, и униште је у обухвату. У противудару, уз подршку 15 авиона, учествовали су делови немачке 187. дивизије, 1. горске дивизије, 3. домобранске дивизије и посаде из упоришта између Новске и Нове Градишке. Ове операције окончане су неуспехом, а делови 12. дивизије извршили су још неколико рушења на прузи 28-31. јануара.
Након тога 12. славонска дивизија преоријентисала се на унутрашњост и 1. фебруара 1943. извршила је концентричан напад на гарнизоне Пакрац и Липик.